# Campeonato da Europa de Atletismo de 2018 - 1500 m feminino
A prova dos 1500 metros feminino do Campeonato da Europa de Atletismo de 2018 foi disputada entre os dias 10 e 12 de agosto de 2018 no Estádio Olímpico de Berlim em Berlim,  na Alemanha. 

## Recordes
Antes desta competição, os recordes mundiais e do campeonato nesta prova eram os seguintes:
|                       | Nome              | Nacionalidade   | Tempo    | Local      | Data                 |
| --------------------- | ----------------- | --------------- | -------- | ---------- | -------------------- |
| Recorde mundial       | Genzebe Dibaba    | Etiópia         | 3m50s07  | Mônaco     | 17 de julho de 2015  |
| Recorde do campeonato | Tatyana Tomashova | Rússia          | 3m56s 91 | Gotemburgo | 13 de agosto de 2006 |
| Recorde europeu       | Tatyana Kazankina | União Soviética | 3m52s47  | Zurique    | 13 de agosto de 1980 |

## Medalhistas
| Ouro             | Prata               | Bronze                |
| Laura Muir (GBR) | Sofia Ennaoui (POL) | Laura Weightman (GBR) |

## Cronograma
Todos os horários são locais (UTC+2).
| Data         | Hora  | Evento  |
| ------------ | ----- | ------- |
| 10 de agosto | 12:05 | Bateria |
| 12 de agosto | 20:38 | Final   |

## Resultados

### Bateria

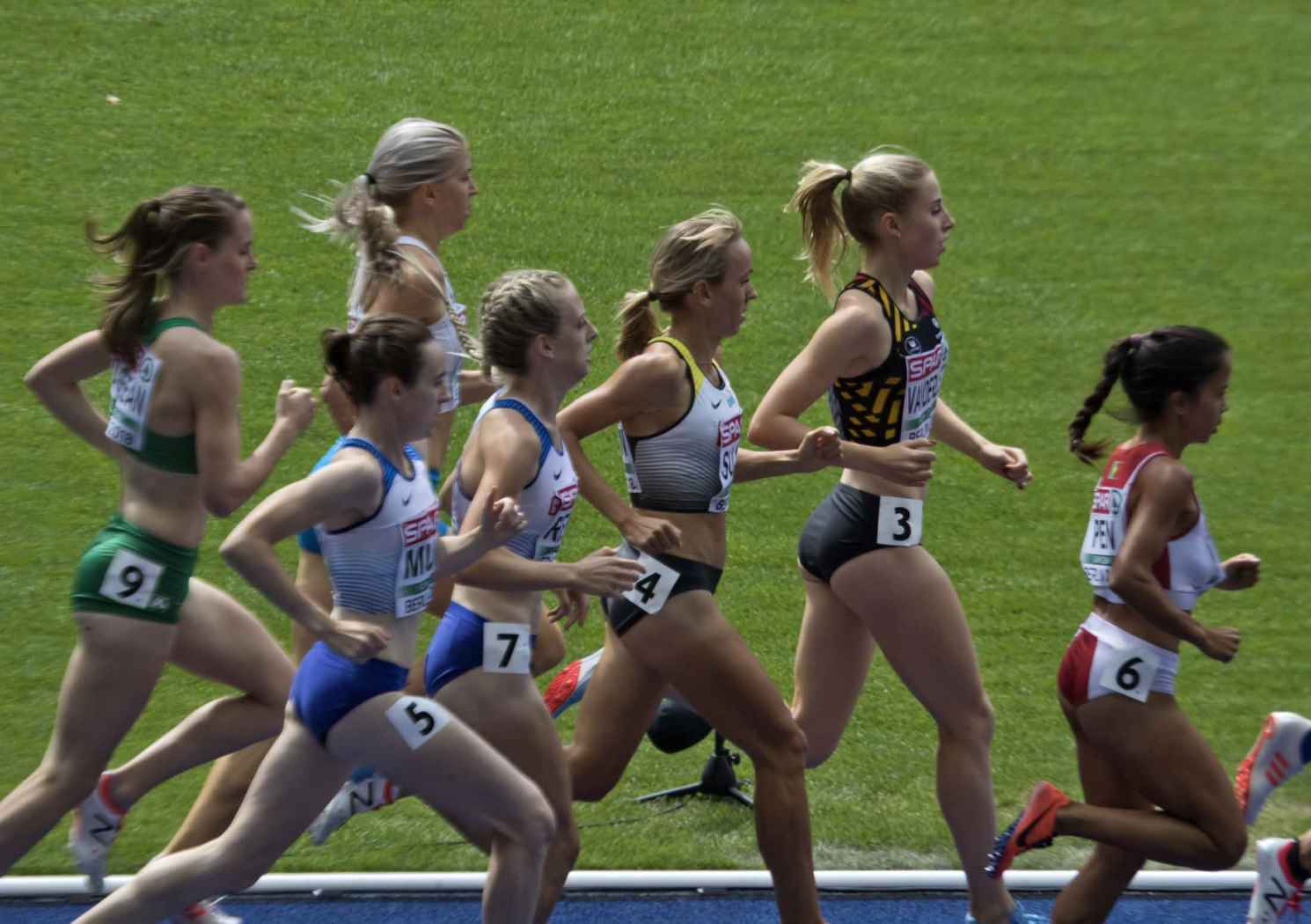
Bateria 1

Qualificação: 4 atletas de cada bateria  (Q) mais os 4 melhores qualificados (q). 
| Posição | Bateria | Atleta              | Nacionalidade | Tempo   | Notas                |
| ------- | ------- | ------------------- | ------------- | ------- | -------------------- |
| 1       | 2       | Sofia Ennaoui       | Polónia       | 4:08.60 | Q                    |
| 2       | 2       | Laura Weightman     | Grã-Bretanha  | 4:08.74 | Q                    |
| 3       | 2       | Marta Pérez         | Espanha       | 4:08.85 | Q                    |
| 4       | 2       | Hanna Hermansson    | Suécia        | 4:08.98 | Q,                   |
| 5       | 2       | Simona Vrzalová     | Chéquia       | 4:09.11 | q                    |
| 6       | 1       | Laura Muir          | Grã-Bretanha  | 4:09.12 | Q                    |
| 7       | 2       | Daryia Barysevich   | Bielorrússia  | 4:09.32 | q                    |
| 8       | 1       | Ciara Mageean       | Irlanda       | 4:09.35 | Q                    |
| 9       | 1       | Marta Pen           | Portugal      | 4:09.40 | Q                    |
| 10      | 2       | Diana Mezuliáníková | Chéquia       | 4:09.98 | q                    |
| 11      | 1       | Angelika Cichocka   | Polónia       | 4:10.04 | Q,                   |
| 12      | 1       | Esther Guerrero     | Espanha       | 4:10.14 | q                    |
| 13      | 1       | Elise Vanderelst    | Bélgica       | 4:10.30 |                      |
| 14      | 1       | Kristiina Mäki      | Chéquia       | 4:10.35 | Recorde da temporada |
| 15      | 1       | Jemma Reekie        | Grã-Bretanha  | 4:10.35 |                      |
| 16      | 2       | Solange Pereira     | Espanha       | 4:10.63 |                      |
| 17      | 1       | Sara Kuivisto       | Finlândia     | 4:11.39 |                      |
| 18      | 2       | Caterina Granz      | Alemanha      | 4:11.46 |                      |
| 19      | 1       | Diana Sujew         | Alemanha      | 4:12.08 |                      |
| 20      | 1       | Anna Silvander      | Suécia        | 4:12.61 |                      |
| 21      | 2       | Delia Sclabas       | Suíça         | 4:13.47 |                      |
| 22      | 1       | Claudia Bobocea     | Roménia       | 4:16.20 |                      |
| 23      | 2       | Amela Terzić        | Sérvia        | 4:17.22 |                      |
| 24      | 2       | Natalia Evangelidou | Chipre        | 4:25.91 |                      |

### Final

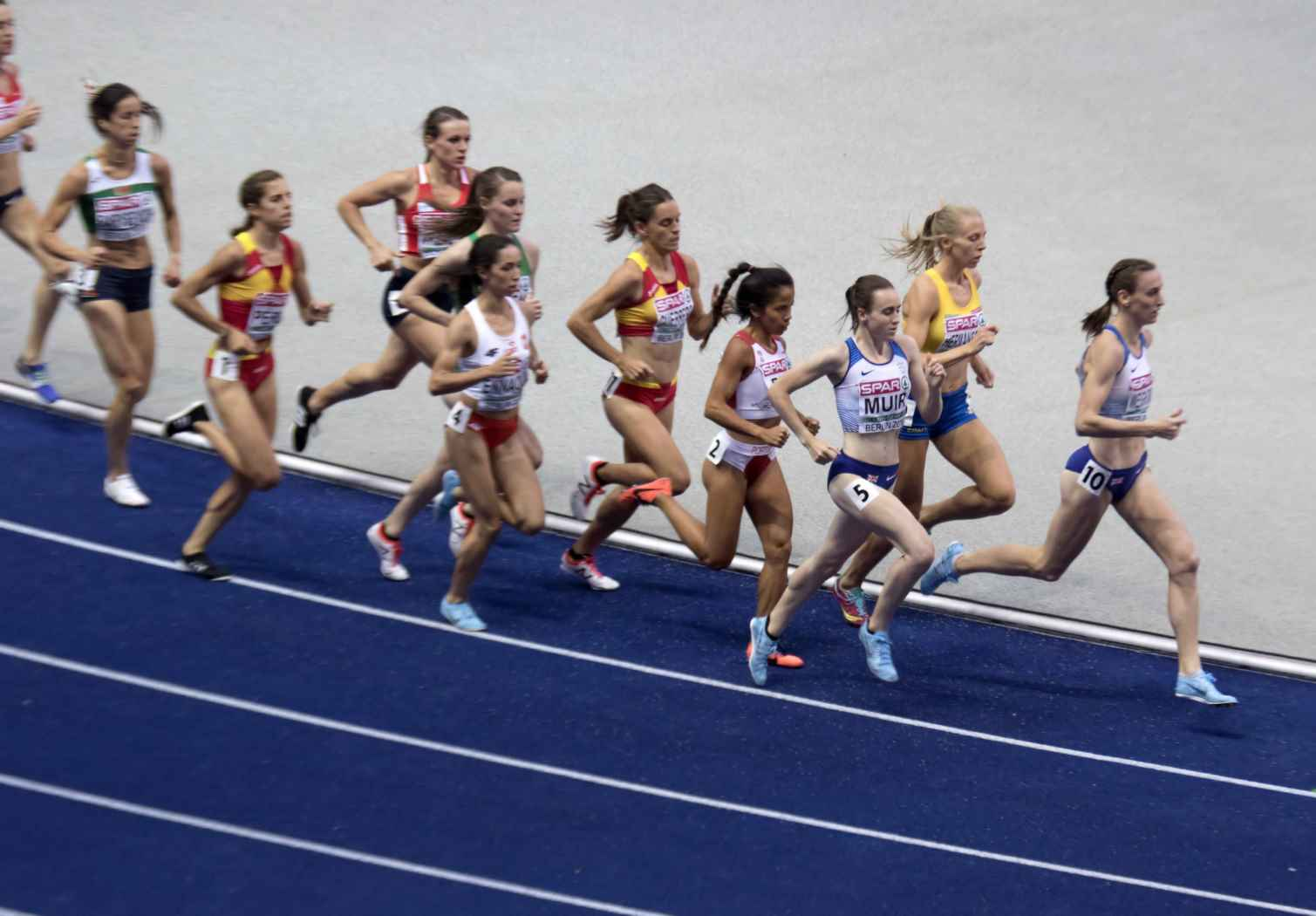
A final

| Posição           | Atleta              | Nacionalidade | Tempo   | Notas           |
| ----------------- | ------------------- | ------------- | ------- | --------------- |
| Medalha de ouro   | Laura Muir          | Grã-Bretanha  | 4:02.32 |                 |
| Medalha de prata  | Sofia Ennaoui       | Polónia       | 4:03.08 |                 |
| Medalha de bronze | Laura Weightman     | Grã-Bretanha  | 4:03.75 |                 |
| 4                 | Ciara Mageean       | Irlanda       | 4:04.63 |                 |
| 5                 | Simona Vrzalová     | Chéquia       | 4:06.47 |                 |
| 6                 | Marta Pen           | Portugal      | 4:06.54 |                 |
| 7                 | Hanna Hermansson    | Suécia        | 4:07.16 | Recorde pessoal |
| 8                 | Daryia Barysevich   | Bielorrússia  | 4:07.52 |                 |
| 9                 | Marta Pérez         | Espanha       | 4:07.65 |                 |
| 10                | Diana Mezuliáníková | Chéquia       | 4:07.82 |                 |
| 11                | Esther Guerrero     | Espanha       | 4:09.88 |                 |
| 12                | Angelika Cichocka   | Polónia       | 4:10.93 |                 |

Legenda
| Recorde mundial       | Recorde mundial (World record)               |                       | Recorde africano                      | Recorde africano (African) |                                           | Q | Classificado por posição (Qualified) |
| Recorde do campeonato | Recorde do campeonato (Championship record)  | Recorde da América    | Recorde da América (Americas)         | q                          | Classificado por melhor tempo (Qualified) |   |                                      |
| Melhor marca do ano   | Melhor marca do ano (World leading)          | Recorde asiático      | Recorde asiático (Asian)              | DNS                        | Não largou (Did not start)                |   |                                      |
| Recorde nacional      | Recorde nacional (National record)           | Recorde europeu       | Recorde europeu (European)            | DNF                        | Não terminou (Did not finish)             |   |                                      |
| Recorde pessoal       | Recorde pessoal do atleta (Personal best)    | Recorde da Oceania    | Recorde da Oceania (Oceania)          | DSQ / DQ                   | Desclassificado (Disqualified)            |   |                                      |
| Recorde da temporada  | Recorde da temporada do atleta (Season best) | Recorde sul-americano | Recorde sul-americano (South America) | NM                         | Sem marca (No mark)                       |   |                                      |